# Шёнборн, Дамиан Хуго Филипп фон
Дамиан Хуго Филипп фон Шёнборн-Буххайм (нем. Damian Hugo Philipp von Schönborn-Buchheim; 19 сентября 1676, Майнц, Майнцское курфюршество — 19 августа 1743, Брухзаль, Шпейерское княжество-епископство) — немецкий кардинал, государственный и церковный деятель из рода Шёнборн. Князь-епископ Шпайера с 30 ноября 1719 по 19 августа 1743. Князь-епископ Констанца с 12 июля 1740 по 19 августа 1743. Кардинал-дьякон с титулярной диаконией Сан-Никола-ин-Карчере с 16 июня 1721 по 10 сентября 1721. Кардинал-священник с титулом церкви Сан-Панкрацио-фуори-ле-Мура с 10 сентября 1721 по 23 декабря 1726. Кардинал-священник с титулом церкви Санта-Мария-делла-Паче с 23 декабря 1726 по 19 августа 1743.

## Биография
Будущий кардинал и епископ происходил из старинного рода Шёнборнов, в конце XVII—XVIII веках достигшего своего наивысшего расцвета и влияния в Священной Римской империи. Он был третьим сыном имперского тайного советника и курмайнцского министра Мельхиора Фридриха фон Шёнборн-Буххайма и его жены Марии Анны фон Бойнебург; майнцский курфюрст Лотарь Франц фон Шёнборн был его дядей. Его братья Франц Георг (1682—1756), Фридрих Карл (1674—1746) и Иоганн Филипп Франц (1673—1724) также смогли занять епископские кафедры в Трире и Вормсе, в Вюрцбурге и в Бамберге, соответственно; его племянник Филипп Дамиан ван Хунсбрук (Philipp Damian van Hoensbroech, 1724—1793) возглавлял Рурмондское епископство.
Дамиан Хуго фон Шёнборн, хотя и получил глубоко религиозное образование, не был изначально подготовлен для религиозной карьеры. После учёбы в университетах Вюрцбурга, Майнца, Рима, Лейдена и Лёвена, он в 1699 году в качестве ротного командира поступил на службу в армии Леопольда I.
С 1699 по 1706 годы он был комтуром Немецкого ордена при церкви св. Эгидия в Аахене (нем. Deutschordenskommende St. Aegidius), став затем (с 1707 по 1715 годы) ландкомтуром баллея в Альден Бизене (нем. Deutschordensballei Biesen) в современной Бельгии и баллея Гессен в Марбурге. В это же время он был посланником при Венском дворе, выполняя различные дипломатические поручения.
13 января 1713 года по предложению саксонского курфюрста и польского короля Августа Сильного Дамиан Хуго фон Шёнборн, не имевший священнического сана, был назначен папой Климентом XI кардиналом in pectore (решение о его назначении было оглашено Консистории 29 мая 1715 года), и в 1721 году стал кардиналом-дьяконом с титулом церкви Сан-Никола-ин-Карчере. В том же 1721 году он был назначен кардиналом-священником с титулом церкви Сан-Панкрацио-фуори-ле-Мура. В декабре 1726 года ему был пожалован титул церкви Санта-Мария-делла-Паче. Однако его влияние в Курии осталось незначительным, несмотря на участие в двух конклавах.
5 октября 1716 года — при посредничестве своего дяди Лотаря Франца фон Шёнборна — он был выбран коадъютором шпайерского епископа, с правом наследования кафедры, и 30 ноября 1719 года, после смерти Генриха фон Роллингена возглавил епархию.
Его более чем двадцатилетнее правление принесло епископству экономический и культурный подъём: были проведены финансовая и административная реформы, основаны многочисленные образцовые хозяйства. В 1722 году было введено обязательное начальное образование. С другой стороны, это время охарактеризовалось острыми разногласиями с протестантским городским советом Шпайера, вследствие чего резиденция епископа в 1723 году была перенесена в Брухзаль, где по планам Бальтазара Ноймана был возведён роскошный барочный дворец.
В 1722 году (по другой информаци 15 марта 1723 года) при поддержке своих братьев Дамиан Хуго фон Шёнборн был избран также коадъютором констанцского епископа Иоганна Франца Шенк фон Штауффенберга, после смерти которого в 1740 году (12 июля) он возглавил епархию Констанца.
Спустя 3 года, в 1743 году Дамиан Хуго Филипп фон Шёнборн-Буххайм скончался от последствий заболевания малярией, полученной им во время пребывания в Риме. Он похоронен в епископском склепе возведённой по его указанию барочной церкви св. Петра в Брухзале.